# Хорнуй
Хорну́й (рос. Хорнуй, чув. Хорнуй) — присілок у складі Цівільського району Чувашії, Росія. Входить до складу Медікасинського сільського поселення.
Населення — 21 особа (2010; 32 у 2002).
Національний склад:
- чуваші — 100 %